# 39e cérémonie des Filmfare Awards
La 39e cérémonie des Filmfare Awards s'est déroulée le 13 février 1994 à Bombay en Inde.

## Palmarès
| Catégorie                                    | Lauréat |
| -------------------------------------------- | --- |
| Meilleur film                                | Hum Hain Rahi Pyar Ke - produit par Tahir Husain - réalisé par Mahesh Bhatt - avec Aamir Khan, Juhi Chawla et Kunal Khemu |
| Meilleur réalisateur                         | Rajkumar Santoshi (Damini)                                                                                                |
| Meilleur acteur                              | Shahrukh Khan (Baazigar)                                                                                                  |
| Meilleure actrice                            | Juhi Chawla (Hum Hain Rahi Pyar Ke)                                                                                       |
| Meilleur acteur dans un second rôle          | Sunny Deol (Damini) |
| Meilleure actrice dans un second rôle        | Amrita Singh (Aaina) |
| Meilleure prestation dans un rôle comique    | Anupam Kher (Darr) |
| Meilleure prestation dans un rôle de méchant | Paresh Rawal (Sir) |
| Meilleur espoir                              | Saif Ali Khan |
| Meilleur compositeur                         | Anu Malik (Baazigar) |
| Meilleur parolier                            | Sameer pour « Ghunghat Ki Adh Se » (Hum Hain Rahi Pyar Ke)                                                                |
| Meilleur chanteur de playback                | Kumar Sanu pour « Yeh Kaali Kaali Aankhen » (Baazigar)                                                                    |
| Meilleure chanteuse de playback              | Alka Yagnik et Ila Arun pour « Choli Ke Peeche » (Khal Nayak)                                                             |
| Meilleure histoire                           | - |
| Meilleur scénario                            | Robin Bhatt, Javed Siddiqui et Akash Khurana (Baazigar)                                                                   |
| Meilleurs dialogues                          | - |
| Meilleure photographie                       | Manmohan Singh (Darr) |
| Meilleure direction artistique               | - |
| Meilleure chorégraphie                       | Saroj Khan pour « Choli Ke Peeche » (Khal Nayak)                                                                          |
| Meilleur son                                 | - |
| Meilleur montage                             | - |

## Récompenses spéciales
- Lux Face : Mamta Kulkarni
- Lifetime Achievement Award : Dilip Kumar et Lata Mangeshkar

## Récompenses des critiques
| Catégorie            | Lauréat                              |
| -------------------- | ------------------------------------ |
| Meilleur film        | Kabhi Haan Kabhi Naa de Kundan Shah  |
| Meilleure prestation | Shahrukh Khan (Kabhi Haan Kabhi Naa) |